# Lactose

SNFG-Darstellung von Lactose

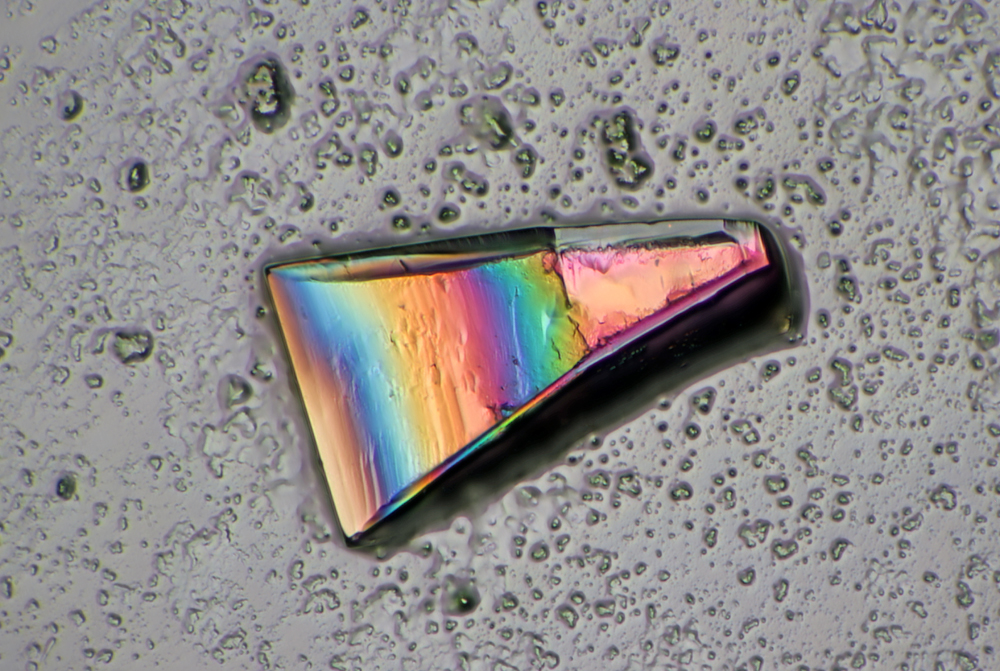
Lactose-Monohydrat, Kristall, Auflicht, Polarisation, mikroskopisch

Lactose, Milchzucker oder Laktose (von lateinisch lac, Genitiv lactis Milch) ist ein in Milch enthaltener Zucker. Das Disaccharid besteht aus den beiden Molekülen D-Galactose und D-Glucose, die über eine β-1,4-glycosidische Bindung miteinander verbunden sind. Nach IUPAC wird Lactose als 4-O-(β-D-Galactopyranosyl)-D-glucopyranose bezeichnet; sie wurde erstmals um 1615 von Fabrizio Bartoletti aus Milch isoliert. Sie kommt als Hauptenergieträger in der Milch der Säugetiere vor. Lactose wird im Dünndarm vom Enzym β-Galactosidase (vereinfacht  Lactase genannt) verdaut, d. h. in Glucose und Galactose gespalten. Genetisch gesteuert unterbleibt die Synthese des Enzyms beim Menschen nach dem vierten Lebensjahr und führt somit zu Laktoseintoleranz; lediglich in einigen Bereichen der Welt, insbesondere Nordeuropa, führte eine Mutation am Ende der Jungsteinzeit zu einer lebenslangen Synthese des Enzyms und damit zu einem Überlebensvorteil bei der Besiedelung karger Regionen durch das Mitführen von Milchvieh.
Der Transport und Abbau von Lactose in Bakterien wird über das lac-Operon gesteuert.

## Vorkommen und Gewinnung
In der Milch der Säugetiere sowie in Milcherzeugnissen macht Lactose fast den gesamten Anteil der Kohlenhydrate aus. Der Lactoseanteil in Milchprodukten variiert aufgrund des Herstellungsprozesses. Bei der Käseherstellung wird ein Teil der Lactose mit der Molke abgetrennt und durch Reifung weiter abgebaut. Frischkäsesorten haben daher einen Lactoseanteil von mehr als 2 % und länger gereifte Hartkäsesorten oft weniger als 0,1 % Lactose.
Kuhmilch enthält bis zu 47 g/l Lactose. Sie wird aus Süß- oder Sauermolke gewonnen, die in großen Mengen als Nebenprodukt bei der Käseherstellung anfällt. Durch Erhitzen, Ultrafiltration und Ionenaustausch wird die Molke hierfür von Lipiden, Proteinen und Mineralstoffen befreit und im Vakuum eingeengt. Aus der konzentrierten Lösung kristallisiert dann Lactose-Monohydrat (siehe Abbildung unten rechts).
| Säugetier | Anteil Kohlenhydrate |
| --------- | -------------------- |
| Esel      | 7,4 %                |
| Mensch    | 7,1 %                |
| Pferd     | 6,2 %                |
| Kamel     | 5,0 %                |
| Büffel    | 4,8 %                |
| Katze     | 4,8 %                |
| Schaf     | 4,8 %                |
| Kuh       | 4,6 %                |
| Yak       | 4,6 %                |
| Ziege     | 4,3 %                |
| Rentier   | 2,8 %                |

| Milchprodukte (Kuh)             | Anteil Lactose in g/100 g |
| ------------------------------- | ------------------------- |
| Vollmilch                       | 4,70 g                    |
| Magermilch (0,3 % Fett)         | 4,80 g                    |
| fettarme Milch (1,5–1,8 % Fett) | 4,80 g                    |
| Trockenmilch (Vollmilchpulver)  | 35,10 g                   |
| Magermilchpulver                | 50,50 g                   |
| Kondensmilch                    | 9,32 g                    |
| Schlagsahne                     | 3,27 g                    |
| Sauerrahm                       | 3,0 g                     |
| Molke                           | 4,70 g                    |
| Joghurt (3,5 % Fett)            | 3,19 g                    |
| Vollmilchschokolade             | 2,0 g                     |

## Eigenschaften

β-D-Lactose in der Sesselform

Lactose ist eine kristalline, farblose Substanz mit süßem Geschmack; die Süßkraft liegt je nach Konzentration zwischen 25 und 60 % der von Saccharose. In wasserfreier Form ist Lactose hygroskopisch; aus der wässrigen Lösung kristallisiert die stabilere α-Form als Monohydrat aus. Milchzucker ist weniger wasserlöslich als andere Zucker, wie etwa Maltose. Die Wasserlöslichkeit der α- und β-Form unterscheidet sich beträchtlich (5 bzw. 45 g/100 g bei 0 °C). Milchzucker ist optisch aktiv und zählt zu den reduzierenden Zuckern.
Die Einzelkomponenten der Lactose, Galactose und Glucose, sind über eine β-1,4-glycosidische Bindung miteinander verbunden. In wässriger Lösung besteht durch Mutarotation ein Gleichgewicht von α- und β-D-Form des Glucoseteils, teilweise auch in offenkettiger Form.
Beim Erhitzen oder in alkalischer Lösung reagiert Lactose durch die Lobry-de-Bruyn-van-Ekenstein-Umlagerung zu ihrem Umlagerungsprodukt Lactulose, das süßer schmeckt als Milchzucker und als Abführmittel sowie zur Verbesserung der Leberwerte Verwendung findet.

## Analytik
Die zuverlässige qualitative und quantitative Bestimmung von Lactose in unterschiedlichem Untersuchungsmaterial wie z. B. Käse, Milchen, pflanzlichem Material oder Arzneimitteln gelingt nach angemessener Probenvorbereitung durch Kopplung der Gaschromatographie oder HPLC mit der Massenspektrometrie.
Aufgrund des vorhandenen Glucoserests gibt Lactose als reduzierender Zucker ebenso wie Glucose u. a. eine positive Tollens-, Fehling- und Benedict-Probe. Diese sehr ursprünglichen Tests sind jedoch nicht in der Lage, zwischen Di- und Monosacchariden zu unterscheiden. Letzteres gelang erst Alfred Wöhlk im Jahre 1904 an der Pharmazeutischen Lehranstalt Kopenhagen mit Hilfe von alkalischem Ammoniakwasser. Die Wöhlk-Reaktion ermöglicht die Unterscheidung von Lactose (lachsrote Farbe), Fructose, Glucose, Galactose (gelbe Farbe) und Saccharose (farblos).
Wie die Abbildung zeigt, kann mit der Reaktion der Lactosegehalt verschiedener Milchprodukte (Vollmilch, lactosefreie Milch, Buttermilch, Kefir, Naturjoghurt, Kaffeesahne, Saure Sahne) bestimmt werden.

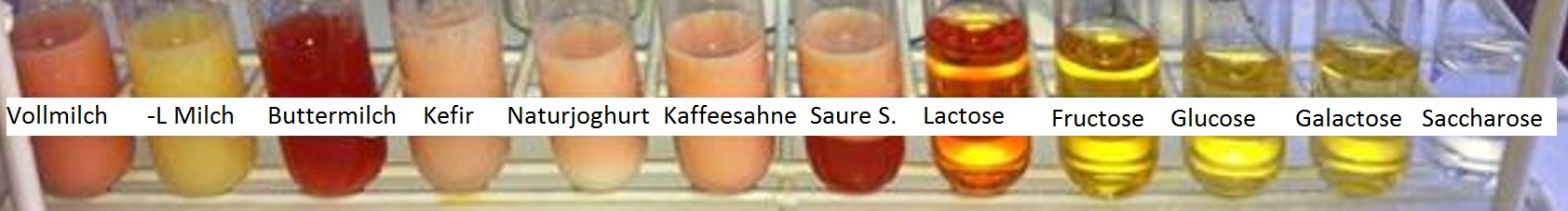
Lactose-Gehalt von Milchprodukten und Zuckerlösungen (Wöhlk-Reaktion)

Bei der Variante nach Fearon (Lösung von Methylammoniumchlorid in 0,1 molarer Natronlauge) sowie beim 1,6-Diaminohexan-Verfahren (0,025 mol/L Hexamethylendiamin in 0,1 molarer Natronlauge) gelingt ein beschleunigter Nachweis im 65 °C-heißen Wasserbad (10 Min., gegenüber Wöhlk-Reaktion 30 Min.) sowie ein Schnelltest in nur 60 Sekunden im Inverter-Mikrowellenherd.

## Physiologische Bedeutung

UDP-Galactose

Lactose ist als Inhaltsstoff von Muttermilch die Hauptenergiequelle für Säuglinge. Sie entsteht in der Milchdrüse durch enzymatische Übertragung von Glucose auf Uridindiphosphatgalactose (UDP-Galactose) unter Abspaltung des UDP. Um Lactose verwerten zu können, muss sie bei der Verdauung in die Einfachzucker D-Galactose und D-Glucose gespalten werden. Hierzu ist das im Dünndarm vorhandene Enzym β-Galactosidase (vereinfacht  Lactase genannt) notwendig, das beim größten Teil der Weltbevölkerung nach dem 4. Lebensjahr nur noch in geringerer Menge gebildet wird. Kann Lactose aufgrund eines Mangels an Lactase nicht verdaut und daher nicht durch die Darmwand aufgenommen werden, so entsteht eine Lactoseintoleranz oder Lactoseunverträglichkeit, die sich durch Unwohlsein, Blähungen und Durchfall äußern kann. Die angeborene Lactoseintoleranz geht auch mit einer Milchzuckerausscheidung über den Urin (Laktosurie) einher. Bei einem kleineren Teil der Weltbevölkerung ist Lactose aufgrund eines Einzelnukleotid-Polymorphismus auch noch nach dem Kleinkindalter verdaubar, der Viehzüchtern der Jungsteinzeit milchbasierte, vitamin- und energiereiche Ernährung auch in Regionen mit Eis und Schnee, wie in Skandinavien und den höheren Alpenregionen, ermöglichte.

## Verwendung
- Lactose ist Ausgangsprodukt zur Herstellung von Milchsäure und von Lactulose.
- Durch Hydrolyse erhält man einen Glucose/Galactose-Sirup.
- Bei Tiefkühlkost (z. B. bei Rahmspinat) wird sie zur Texturveränderung (cremige Konsistenz) eingesetzt.
- Lactose wirkt in größeren Mengen abführend, da sie den osmotischen Druck im Darmlumen erhöht.
- Aufgrund des sehr geringen Preises und der hohen Verfügbarkeit wird Lactose in der Galenik als Füllstoff zur Herstellung von Arzneimitteln verwendet (meist als Monohydrat); wegen der Laktoseintoleranz vieler Menschen findet diesbezüglich z. Zt. ein Umdenken statt.[23]
- Wegen ähnlichen Aussehens wird sie häufig auch als Streckmittel gängiger Rauschdrogen wie Kokain, Amphetamin oder Heroin eingesetzt.
- In der Pyrotechnik wird Lactose zur Bildung von weißem Rauch eingesetzt, der beispielsweise seit 2005 bei der Papstwahl verwendet wird und der Öffentlichkeit symbolisiert, dass ein neuer Papst gewählt wurde.[24]